# Здорівка (Кропивницький район)
Здо́рівка — село в Україні, у Новгородківській селищній громаді Кропивницького району Кіровоградської області. Населення становить 5 осіб.

## Історія
19 вересня 2024 року Верховна Рада підтримала перейменування села Перше Травня на Здорівка. 26 вересня 2024 року перейменування набуло чинності.

## Населення
Згідно з переписом УРСР 1989 року чисельність наявного населення села становила 3 особи, з яких 3 чоловіки та — жінок.
За переписом населення України 2001 року в селі мешкало 5 осіб.

### Мова
Розподіл населення за рідною мовою за даними перепису 2001 року:
| Мова       | Відсоток |
| ---------- | -------- |
| українська | 60,00 %  |
| російська  | 40,00 %  |